# Erupa somenella
Erupa somenella is een vlinder uit de familie van de grasmotten (Crambidae). De wetenschappelijke naam van de soort is voor het eerst gepubliceerd in 1922 door William Schaus.
De soort komt voor in Guatemala.